# Camilla Stoltenberg

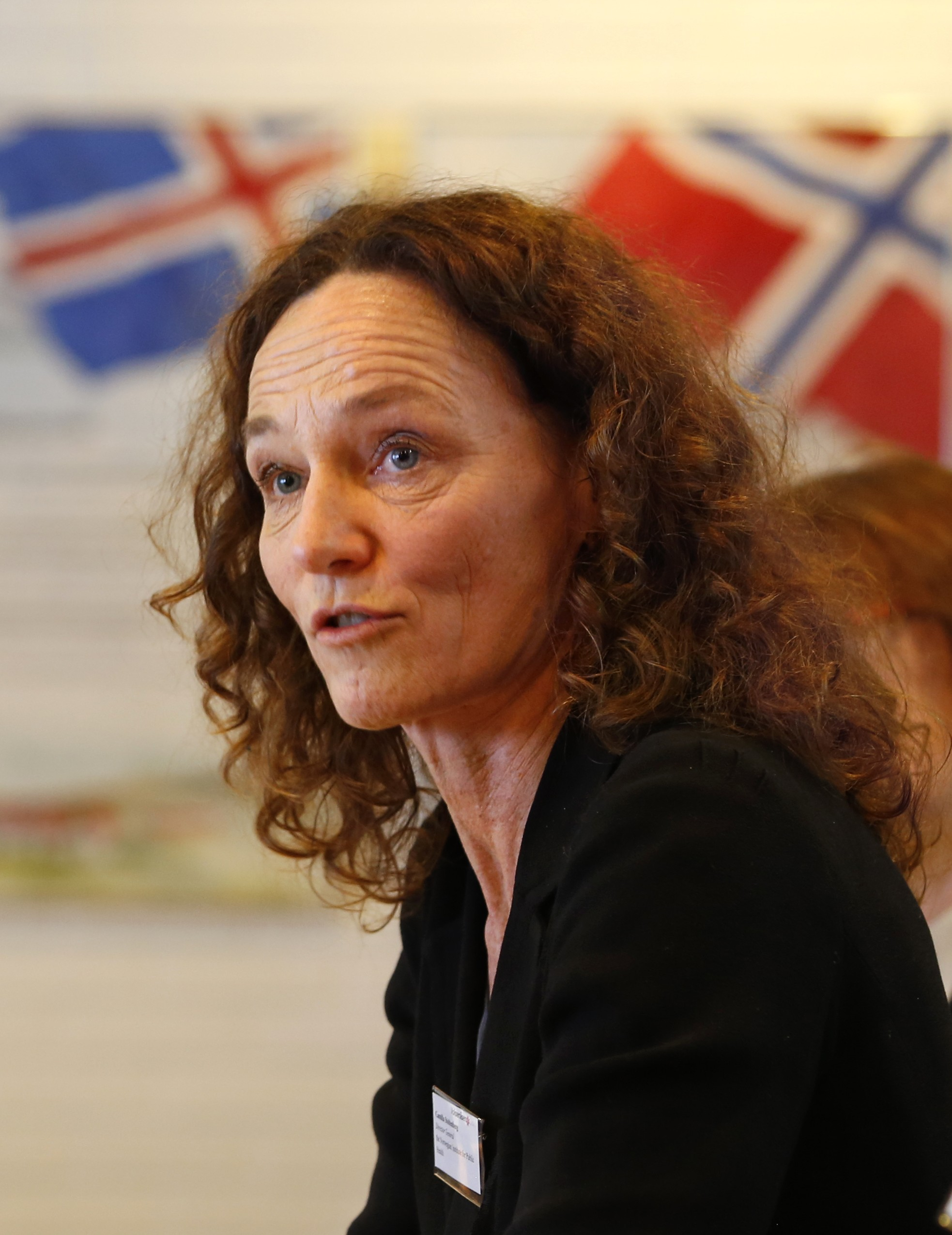
Camilla Stoltenberg, 2015

Camilla Stoltenberg (* 5. Februar 1958) ist eine norwegische Epidemiologin. Von 2012 bis 2023 leitete sie die Gesundheitsbehörde Folkehelseinstituttet (FHI).

## Leben

### Familie und Jugend
Camilla Stoltenberg ist die Tochter der beiden Politiker Thorvald und Karin Stoltenberg, ihr jüngerer Bruder ist der ehemalige norwegische Ministerpräsident und aktuelle NATO-Generalsekretär Jens Stoltenberg. Sie wuchs teilweise in den Vereinigten Staaten und in Belgrad auf, wo ihr Vater als Diplomat arbeitete. In Norwegen besuchte sie schließlich die Rudolf-Steiner-Schule in Oslo. Im Alter von 15 Jahren wechselte sie auf die Osloer Kathedralschule. Stoltenberg verließ die Schule jedoch kurz darauf wieder und begab sich im Januar 1974 mit Freunden auf eine Europareise. Sie holte ihren Schulabschluss schließlich am Forsøksgymnaset nach. In den 1980er-Jahren heiratete sie den Architekten Atle Aas, Sohn des Bildhauers Nils Aas. Gemeinsam haben sie zwei Söhne.

### Ausbildung und Karriere
Stoltenberg studierte Soziologie und Medizin an der Universität Oslo sowie medizinische Anthropologie an der University of California. Ihr Medizinstudium schloss sie 1987 in Oslo ab. In der Zeit zwischen 1990 und 1995 arbeitete sie an ihrer Doktorarbeit an der Universität Oslo. In ihrer Dissertation untersuchte sie die Konsequenzen einer Blutsverwandtschaft von Eltern. Von 1998 bis 2001 arbeitete sie als Postdoc an der Universität Oslo und dem Statens institutt for folkehelse, der Vorgängerbehörde des heutigen Folkehelseinstituttets (FHI).
Ab 2002 leitete Stoltenberg die Abteilung für Epidemiologie in der norwegischen Gesundheitsbehörde FHI und sie war stellvertretende Behördenleiterin. Im Jahr 2012 stieg sie schließlich zur Leiterin der Behörde auf. Stoltenberg ist zudem als außerordentliche Professorin an der Universität Bergen tätig. Im Jahr 2014 erhielt sie einen Ehrendoktortitel von der Universität Kopenhagen. Als Leiterin des FHI wurde sie im Jahr 2020 für die Reaktion auf die COVID-19-Pandemie in Norwegen mitverantwortlich.
Im April 2023 wurde bekannt, dass sie im Oktober 2023 Konzernchefin des Forschungsinstituts Norce werden solle.

## Forschung
Im Jahr 1997 veröffentlichte Camilla Stoltenberg gemeinsam mit anderen norwegischen Forschern eine Studie, in der sie die Anzahl an Geburtsfehlern von Immigranten und der restlichen norwegischen Bevölkerung verglich. Dabei untersuchte sie auch den Einfluss von Blutsverwandtschaft bei den Eltern. Sie forscht auch im Bereich Autismus und zu anderen andere neurologischen Entwicklungsstörungen. Des Weiteren ist Stoltenberg im Bereich der pränatalen und genetischen Epidemiologie tätig.
Im Jahr 2006 entdeckte sie die Fälschungen des norwegischen Forschers Jon Sudbø, nachdem sich dieser auf noch unveröffentlichte und somit Sudbø nicht zugängliche Daten des FHIs bezog.